# Skate Canada International de 2008
O Skate Canada International de 2008 foi a trigésima quinta edição do Skate Canada International, um evento anual de patinação artística no gelo organizado pelo Skate Canada, e que fez parte do Grand Prix de 2008–09. A competição foi disputada entre os dias 31 de outubro e 2 de novembro, na cidade de Ottawa, Ontário, Canadá.

## Eventos
- Individual masculino
- Individual feminino
- Duplas
- Dança no gelo

## Medalhistas
| Evento                        | Ouro                                         | Prata                                 | Bronze                                               |
| Individual masculino detalhes | Patrick Chan · Canadá                        | Ryan Bradley · Estados Unidos         | Evan Lysacek · Estados Unidos                        |
| Individual feminino detalhes  | Joannie Rochette · Canadá                    | Fumie Suguri · Japão                  | Alissa Czisny · Estados Unidos                       |
| Duplas detalhes               | Yuko Kawaguchi · Alexander Smirnov · Rússia  | Jessica Dubé · Bryce Davison · Canadá | Keauna McLaughlin · Rockne Brubaker · Estados Unidos |
| Dança no gelo detalhes        | Meryl Davis · Charlie White · Estados Unidos | Vanessa Crone · Paul Poirier · Canadá | Nathalie Péchalat · Fabian Bourzat · França          |

## Resultados

### Individual masculino
| Pos.              | Nome              | Nacionalidade  | Pontos | PC         | PL          |
| ----------------- | ----------------- | -------------- | ------ | ---------- | ----------- |
| Medalha de ouro   | Patrick Chan      | Canadá         | 215.45 | 77.47 (2)  | 137.98 (3)  |
| Medalha de prata  | Ryan Bradley      | Estados Unidos | 212.75 | 72.50 (3)  | 140.25 (2)  |
| Medalha de bronze | Evan Lysacek      | Estados Unidos | 209.27 | 71.40 (4)  | 137.87 (4)  |
| 4                 | Yannick Ponsero   | França         | 208.97 | 78.05 (1)  | 130.92 (6)  |
| 5                 | Shawn Sawyer      | Canadá         | 206.56 | 64.20 (7)  | 142.36 (1)  |
| 6                 | Sergei Voronov    | Rússia         | 201.59 | 70.45 (5)  | 131.14 (5)  |
| 7                 | Brandon Mroz      | Estados Unidos | 192.23 | 67.03 (6)  | 125.20 (7)  |
| 8                 | Yasuharu Nanri    | Japão          | 177.84 | 63.36 (9)  | 114.48 (9)  |
| 9                 | Anton Kovalevski  | Ucrânia        | 170.61 | 64.06 (8)  | 106.55 (10) |
| 10                | Jeremy Ten        | Canadá         | 169.79 | 50.93 (11) | 118.86 (8)  |
| 11                | Vladimir Uspenski | Rússia         | 150.50 | 56.17 (10) | 94.33 (11)  |

### Individual feminino
| Pos.              | Nome             | Nacionalidade  | Pontos | PC         | PL         |
| ----------------- | ---------------- | -------------- | ------ | ---------- | ---------- |
| Medalha de ouro   | Joannie Rochette | Canadá         | 188.89 | 64.74 (1)  | 124.15 (1) |
| Medalha de prata  | Fumie Suguri     | Japão          | 163.86 | 57.92 (2)  | 105.94 (3) |
| Medalha de bronze | Alissa Czisny    | Estados Unidos | 157.92 | 49.66 (6)  | 108.26 (2) |
| 4                 | Carolina Kostner | Itália         | 152.76 | 48.56 (7)  | 104.20 (4) |
| 5                 | Caroline Zhang   | Estados Unidos | 150.80 | 53.28 (3)  | 97.52 (5)  |
| 6                 | Beatrisa Liang   | Estados Unidos | 142.12 | 49.92 (5)  | 92.20 (6)  |
| 7                 | Jenna McCorkell  | Reino Unido    | 139.37 | 51.64 (4)  | 87.73 (8)  |
| 8                 | Cynthia Phaneuf  | Canadá         | 133.47 | 45.06 (9)  | 88.41 (7)  |
| 9                 | Nana Takeda      | Japão          | 128.93 | 45.14 (8)  | 83.79 (9)  |
| 10                | Jenni Vähämaa    | Finlândia      | 122.75 | 44.90 (10) | 77.85 (10) |
| 11                | Jelena Glebova   | Estônia        | 116.38 | 41.18 (11) | 75.20 (11) |
| 12                | Myriane Samson   | Canadá         | 112.74 | 40.42 (12) | 72.32 (12) |

### Duplas
| Pos.              | Nome                                | Nacionalidade  | Pontos | PC        | PL         |
| ----------------- | ----------------------------------- | -------------- | ------ | --------- | ---------- |
| Medalha de ouro   | Yuko Kawaguchi / Alexander Smirnov  | Rússia         | 176.97 | 65.02 (1) | 111.95 (2) |
| Medalha de prata  | Jessica Dubé / Bryce Davison        | Canadá         | 176.54 | 60.14 (3) | 116.40 (1) |
| Medalha de bronze | Keauna McLaughlin / Rockne Brubaker | Estados Unidos | 161.51 | 60.66 (2) | 100.85 (3) |
| 4                 | Mylène Brodeur / John Mattatall     | Canadá         | 149.14 | 50.76 (6) | 98.38 (4)  |
| 5                 | Tiffany Vise / Derek Trent          | Estados Unidos | 148.52 | 53.94 (4) | 94.58 (5)  |
| 6                 | Rachel Kirkland / Eric Radford      | Canadá         | 141.66 | 50.08 (7) | 91.58 (6)  |
| 7                 | Amanda Evora / Mark Ladwig          | Estados Unidos | 138.14 | 47.04 (8) | 91.10 (7)  |
| 8                 | Dong Huibo / Wu Yiming              | China          | 127.17 | 50.84 (5) | 76.33 (8)  |

### Dança no gelo
| Pos.              | Nome                                | Nacionalidade  | Pontos | DC        | DO        | DL        |
| ----------------- | ----------------------------------- | -------------- | ------ | --------- | --------- | --------- |
| Medalha de ouro   | Meryl Davis / Charlie White         | Estados Unidos | 178.89 | 34.29 (1) | 56.36 (1) | 88.24 (1) |
| Medalha de prata  | Vanessa Crone / Paul Poirier        | Canadá         | 162.13 | 31.11 (4) | 49.13 (3) | 81.89 (2) |
| Medalha de bronze | Nathalie Péchalat / Fabian Bourzat  | França         | 159.06 | 33.90 (2) | 47.37 (6) | 77.79 (3) |
| 4                 | Kristina Gorshkova / Vitali Butikov | Rússia         | 157.83 | 30.50 (5) | 49.82 (2) | 77.51 (4) |
| 5                 | Kimberly Navarro / Brent Bommentre  | Estados Unidos | 157.54 | 31.67 (3) | 48.68 (4) | 77.19 (5) |
| 6                 | Ekaterina Bobrova / Dmitri Soloviev | Rússia         | 151.62 | 28.42 (7) | 47.83 (5) | 75.37 (6) |
| 7                 | Jennifer Wester / Daniil Barantsev  | Estados Unidos | 141.06 | 28.71 (6) | 43.70 (7) | 68.65 (7) |
| 8                 | Andrea Chong / Guillame Gfeller     | Canadá         | 136.99 | 26.29 (8) | 43.24 (8) | 67.46 (8) |

## Quadro de medalhas
| Ordem | País           | Medalha de ouro | Medalha de prata | Medalha de bronze |    | Ordem por total |
| ----- | -------------- | --------------- | ---------------- | ----------------- | -- | --------------- |
| 1     | Canadá         | 2               | 2                |                   | 4  | 2               |
| 2     | Estados Unidos | 1               | 1                | 3                 | 5  | 1               |
| 3     | Rússia         | 1               |                  |                   | 1  | 3               |
| 4     | Japão          |                 | 1                |                   | 1  | 3               |
| 5     | França         |                 |                  | 1                 | 1  | 3               |
| TOTAL | TOTAL          | 4               | 4                | 4                 | 12 | —               |